# Diego Gelmires
Diego Gelmires(n. 1068 e 1070, Santiago de Compostela) foi um antigo escriba do conde D. Raimundo de Borgonha, senhor da Galiza, que em 1102 foi eleito para arcebispo de Santiago de Compostela.